# سالم خمیس
سالم خمیس (انگلیسی: Salem Khamis؛ زادهٔ ۱۹ سپتامبر ۱۹۸۰) یک بازیکن فوتبال اهل امارات متحده عربی است.
از باشگاه‌هایی که در آن بازی کرده‌است می‌توان به الشارجه، الاهلی امارات، النصر، و تیم ملی فوتبال امارات متحده عربی اشاره‌کرد.
وی همچنین در تیم ملی فوتبال امارات بازی کرده‌است.